# Candidus (Heiliger)

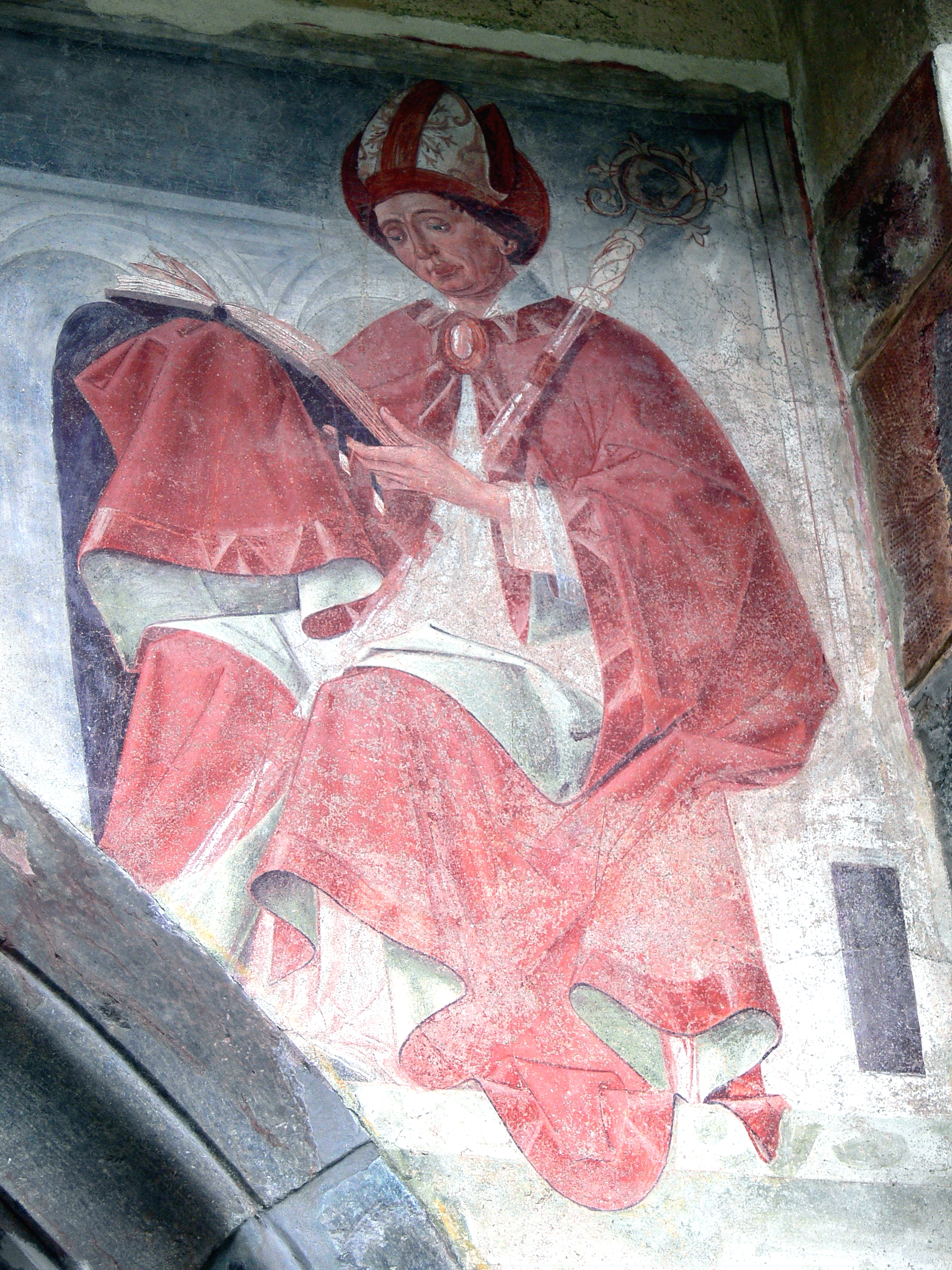
Fresko des St. Candidus von Michael Pacher (1520) im Stift Innichen

Candidus war einer der Märtyrer der Thebäischen Legion des Mauritius, die sich weigerten, an der Christenverfolgung mitzuwirken.
Der Legende nach wurde er um 302 bei Agaunum hingerichtet. Sein Gedenktag ist der 22. September. Der Name der französischen Gemeinde Saint-Xandre leitet sich von ihm ab.
Die Gebeine der Märtyrer wurden schon um 380 wieder aufgefunden, über den Grabstätten entstand eine Kirche, die zum Wallfahrtsort wurde (Abtei Saint-Maurice). Ein im Schatz der Stiftskirche befindliches romanisches Kopfreliquiar enthält seine Schädelknochen. Es entstand nach 1150 (vermutlich im dritten Viertel des 12. Jahrhunderts). Das vollplastische Haupt befindet sich auf einem Sockel, der an der Frontseite ein Relief mit der Darstellung der Enthauptung des Märtyrers zeigt und dessen übrige Seiten als Rundbogen gearbeitet sind. Es handelt sich um eine Arbeit in getriebenen Silberblechen über Holzkernen, verziert mit Edelsteinen (Kopfreif und Halsausschnitt). Das Haupt ist hohl und kann mit Hilfe einer Klappe auf dem Schädel geöffnet werden. Im Inneren finden sich neben den Knochen weitere Reliquienpäckchen, die dem Heiligen zugeschrieben werden.
Auch werden Knochen in der Reliquienbüste der Düsseldorfer Stiftskirche St. Lambertus dem Heiligen Candidus zugeschrieben. Diese Zuschreibung stammt von Paul Clemen, der das nach anderer Auffassung dem Heiligen Vitalis zugeordnete Reliquiar mit dem 1393 im Inventar der Stiftskirche erwähnten Haupt des Heiligen Candidus verknüpft. Möglichst beziehen diese Reliquien sich auf einen anderen Candidus. Dieser Candidus von Maastricht betreute im 4. oder 5. Jahrhundert, nach dem Tode des H. Servatius, das Bistum Tongern-Maastricht, ohne Bischof zu sein. Ein weiteres Reliquiar von diesem Candidus, ebenfalls aus dem 12, Jahrhundert, befindet sich in den Königlichen Museen für Kunst und Geschichte in Brüssel.

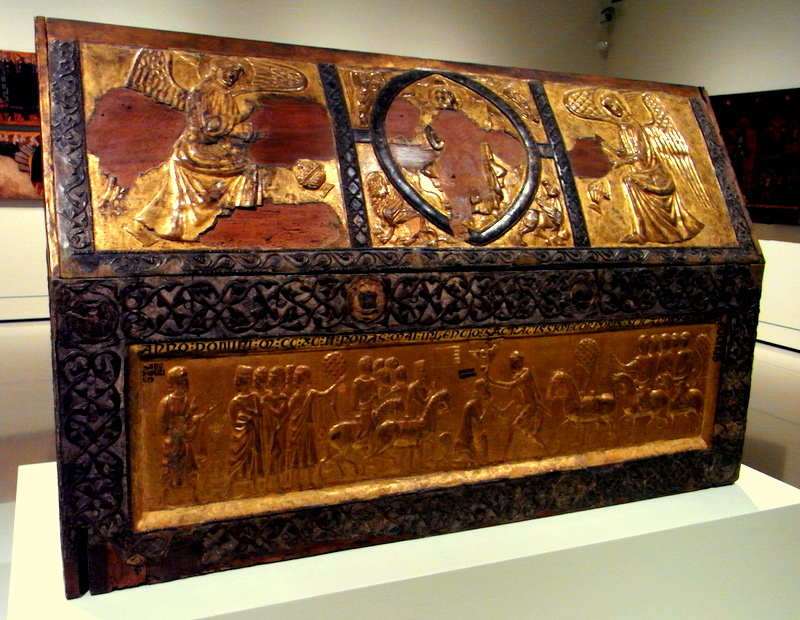
Schrein in Barcelona
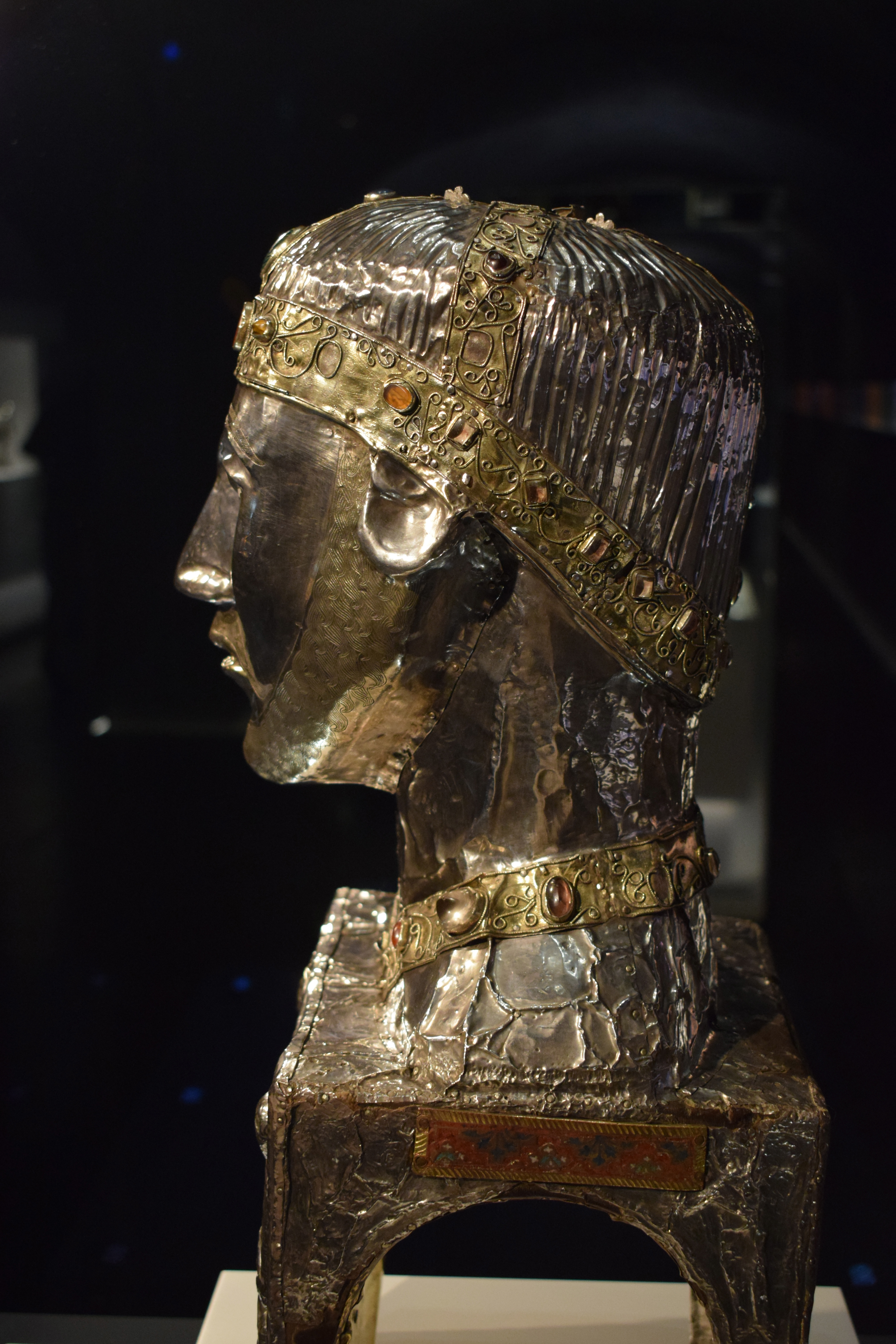
Kopfreliquiar in Saint-Maurice
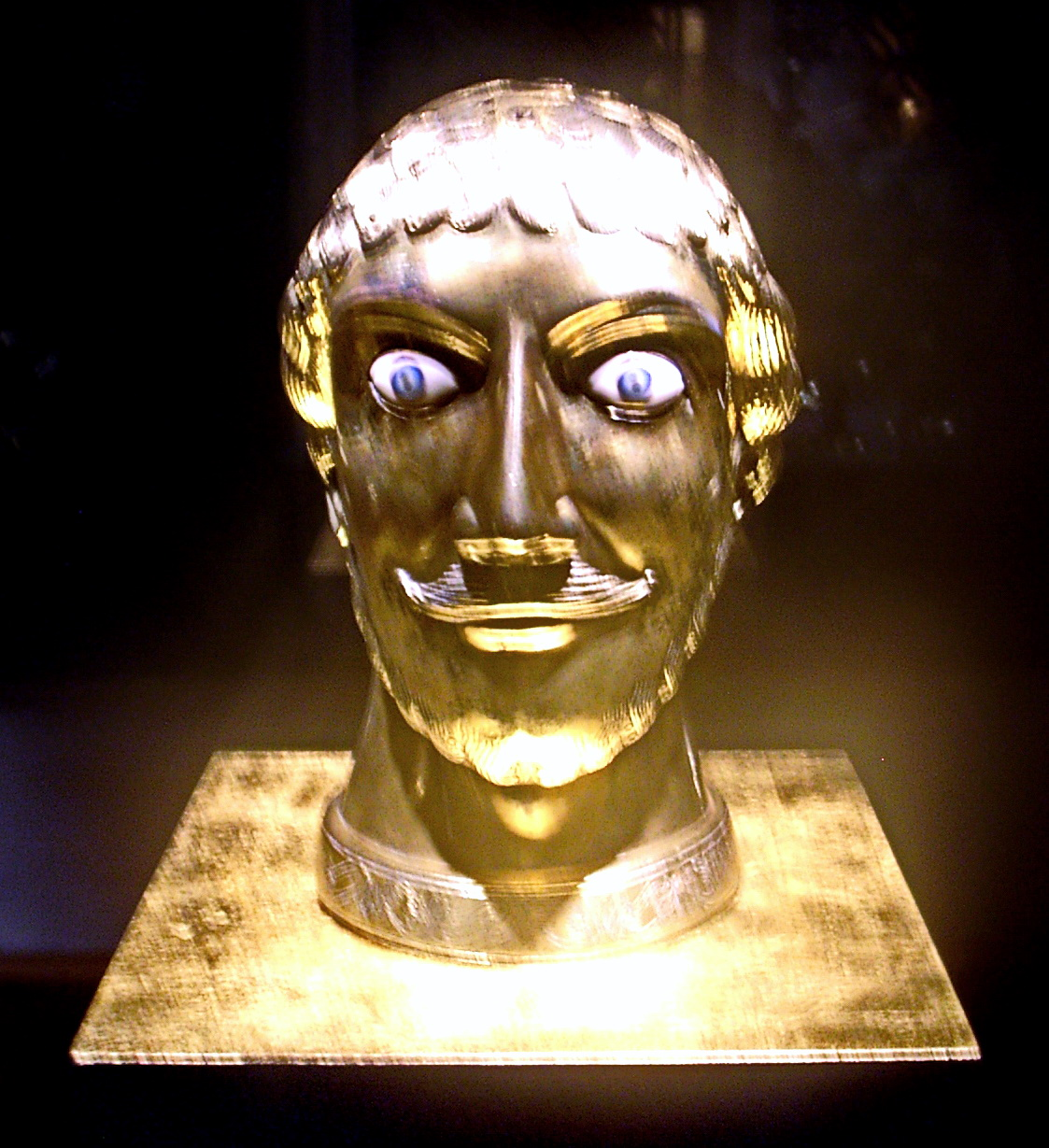
Kopfreliquiar in Düsseldorf
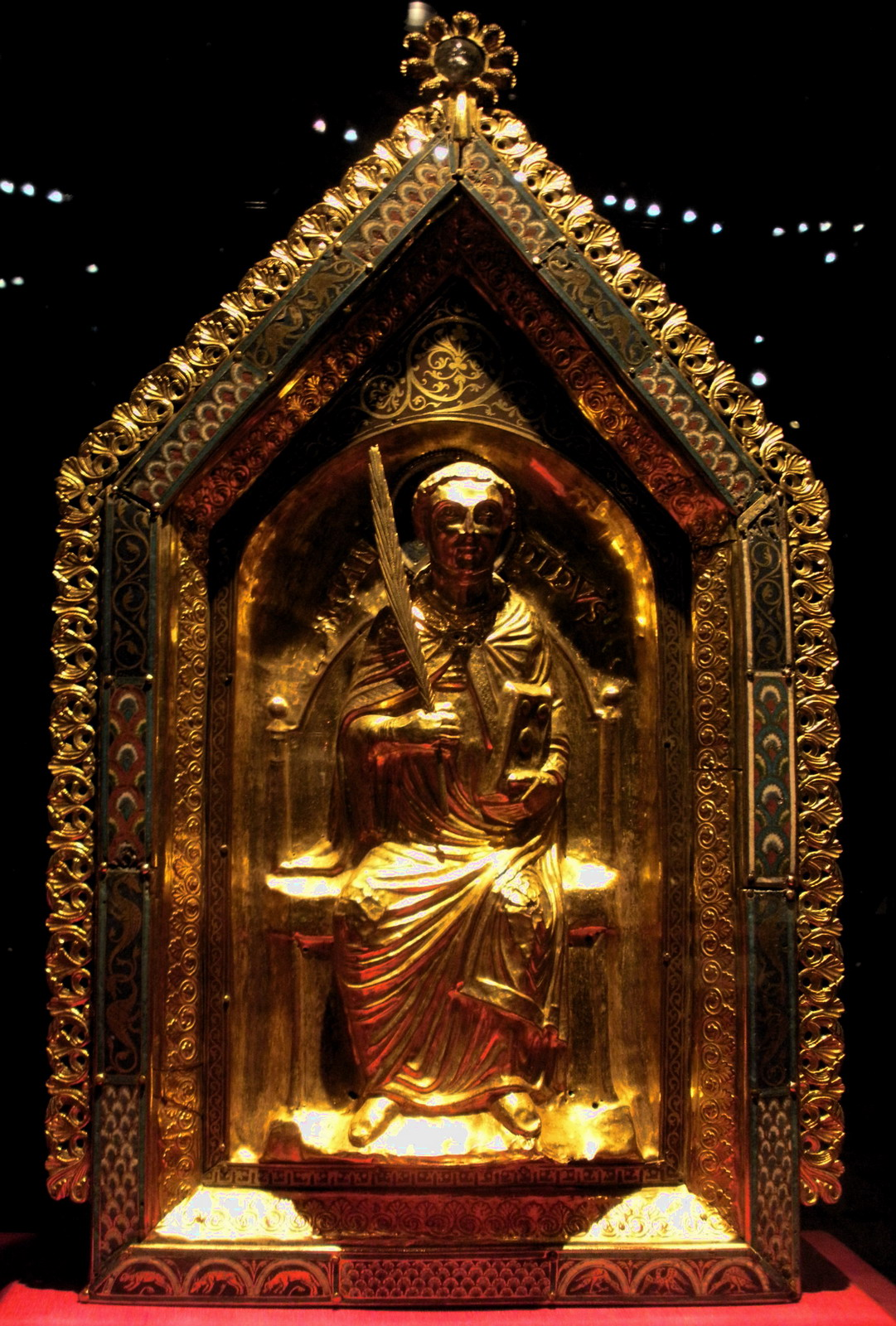
Reliquiar in Brüssel